# Denmark Masters
Das Denmark Masters ist ein jährlich stattfindendes hochrangiges internationales Badmintonturnier. Die erste Austragung war 2021, nachdem die ursprünglich für 2020 geplante Premierenveranstaltung durch die COVID-19-Pandemie abgesagt worden war.

## Die Sieger
| Saison | Herreneinzel      | Dameneinzel          | Herrendoppel                    | Damendoppel                  | Mixed                                       |
| ------ | ----------------- | -------------------- | ------------------------------- | ---------------------------- | ------------------------------------------- |
| 2020   | abgesagt          | abgesagt             | abgesagt                        | abgesagt                     | abgesagt                                    |
| 2021   | Brian Yang        | Line Christophersen  | Daniel Lundgaard Mathias Thyrri | Amalie Magelund Freja Ravn   | Jeppe Bay Sara Lundgaard                    |
| 2022   | Lu Chia-hung      | Pitchamon Opatniputh | Yong Jin Na Sung-seung          | Yeung Nga Ting Yeung Pui Lam | Dejan Ferdinansyah Gloria Emanuelle Widjaja |
| 2023   | Huang Yu-kai      | Kristin Kuuba        | Rasmus Kjær Frederik Søgaard    | Hsieh Pei-shan Tseng Yu-chi  | Rohan Kapoor Siki Reddy                     |
| 2024   | nicht ausgetragen | nicht ausgetragen    | nicht ausgetragen               | nicht ausgetragen            | nicht ausgetragen                           |